# Paul Auster
Paul Auster (n. 3 februarie 1947, Newark, New Jersey, SUA – d. 30 aprilie 2024, New York City, New York, SUA) a fost un eseist, poet, prozator, scenarist și traducător american, de origine evreu. Este unul dintre reprezentanții postmodernismului.

## Biografie
Paul Auster s-a născut la Newark, New Jersey, ca fiu al unor evrei din pătura mijlocie, Samuel și Queenie Auster, a căror familie provenea din Polonia. După terminarea ciclului secundar, pleacă în Europa, apoi se întoarce în America pentru a studia la Columbia University. În timpul studiilor redactează articole pentru „Daily Spectator“ și traduce din limba franceză lucrări de Jean Genet. În 1967 se întoarce pentru o scurtă perioadă la Paris, întrerupându-și studiile. În 1969 își ia licența în engleză și literatură comparată la Columbia University. Oscilația între Franța și Statele Unite continuă: în 1971 se instalează la Paris, însă dificultățile materiale îl determină să revină începând cu 1974 la New York. Traduce din Stéphane Mallarmé, Maurice Blanchot, Jean Paul Sartre, Edmond Jabès.

## Opera
După absolvirea Universității din Columbia, Auster s-a mutat în Franța, unde a început să traducă opere ale scriitorilor francezi și își publică lucrările în periodice americane. A devenit cunoscut pentru seria de povestiri polițiste experimentale publicate sub denumirea The Trilogy of New York(1987) alcătuită din City of Glass (1985), despre un scriitor de literatură cu crime ce devine implicat într-un mister ce presupune asumarea de diverse identități, Ghosts (1986), despre un detectiv particular numit Blue(Albastru) ce investighează un bărbat numit Black(Negru) pentru un client numit White(Alb) și The Locked Room (1986), povestea unui autor care în timp ce investighează un scriitor dispărut pentru o biografie, își asumă treptat identitatea acelui scriitor.
Alte volume ce includ protagoniști care sunt interesați obsesiv de investigarea vieții altor persoane sunt: Moon Palace (1989), Leviathan (1992).
The Invention of Solitude (1982) este atât o autobiografie despre moartea tatălui său cât și o meditație prin actul de scriere. 
Auster a scris și poezie, Unearth (1974) și Wall Writing (1976) precum și o colecție de eseuri: White Spaces (1980) și The Art of Hunger (1982).
Următoarele romane sunt: The Music of Chance (1990) și Mr. Vertigo (1994). The Book of Illusions (2002) semnalează imersiunea unui scriitor în opera unui star de film mut pentru a face față durerii morții soției și copiilor într-un accident aviatic. Travels in the Scriptorium (2007) se centrează pe un om neidentificat care încearcă să facă diferența între propria identitate și cum a ajuns în camera respectivă. Man in the Dark (2008) sunt niște cronici ale unui bătrân critic literar care suferă de insomnie, iar în timpul unei nopți o realitate alternativă distopică se desfășoară în mintea sa, iar Sunset Park (2010) este despre încercările unui grup de artiști tineri care locuiesc ilegal într-o clădire abandonată din Brooklyn.

## Romane publicate
A debutat cu un volum de poezie („Unearth“) în 1976.
A publicat următoarele volume de ficțiune: 
- Trilogia new-yorkeză, The Trilogy of New York alcătuită din City of Glass (1985), Ghosts (1986), The Locked Room (1986);
- apoi The Country of Last Things (1987) (În țara ultimelor lucruri, roman, trad. rom. de Alexandra Maria Rusu, Editura Humanitas, 2005);
- Le Voyage d'Anna Blume (1989);
- Moon Palace (1989);
- The Music of Chance (1990);
- Leviathan (Leviatan, roman, 1992, trad. rom. de Mihnea Gafița, Editura Paralela 45, 2003);
- Mr. Vertigo („Mr. Vertigo“, 1994, roman, trad. rom. de Sorin Gherguț, Editura Paralela 45, 2003);
- „Timbuktu“ (Tombuctu, 1999, roman, trad. rom. de Felicia Antip, 2003);
- The Book of Illusions (2002),
- Why Write? (eseuri, 1996).

Romanele sale au fost traduse în peste treizeci de limbi. A primit titlul de Chevalier de l`Ordre des Arts et des Lettres.

## Scenarii de film
Paul Auster este și autorul unor scenarii de film: Partida (The Music of Chance, 1993); Fum de țigară (Smoke, 1995); Babilon în Brooklin (Blue in the Face, 1995); Lulu (Lulu on the Bridge, 1998).